# Прајст
Прајст (њем. Preist) општина је у њемачкој савезној држави Рајна-Палатинат. Једно је од 235 општинских средишта округа Ајфелкрајс Битбург-Прим. Према процјени из 2010. у општини је живјело 685 становника. Посједује регионалну шифру (AGS) 7232107.

## Географски и демографски подаци
Прајст се налази у савезној држави Рајна-Палатинат у округу Ајфелкрајс Битбург-Прим. Општина се налази на надморској висини од 320 метара. Површина општине износи 6,4 km². У самом мјесту је, према процјени из 2010. године, живјело 685 становника. Просјечна густина становништва износи 107 становника/km².